# WEC 47
WEC 47: Bowles vs. Cruz（ダブリューイーシー・フォーティセブン：ボウルズ・ヴァーサス・クルーズ）は、アメリカ合衆国の総合格闘技団体「WEC」の大会の一つ。2010年3月6日、オハイオ州コロンバスのネイションワイド・アリーナで開催された。
WECとしては初めて『アーノルド・スポーツ・フェスティバル』の競技の一つとして開催された本大会では、メインイベントで王者ブライアン・ボウルズと挑戦者ドミニク・クルーズによる世界バンタム級タイトルマッチが行われた。

## 大会概要
メインイベントの世界バンタム級タイトルマッチでは、クルーズがボウルズを負傷によるTKOで降し、第5代WEC世界バンタム級王座を獲得した。
Versusによるテレビ中継では、メインカードは全試合が、アンダーカードでは第4、第6試合が放送された。
キャリア5戦全勝のチャド・メンデスがWECデビュー。

## 試合結果

### プレリミナリィカード
第1試合 ライト級 5分3R
○  リカルド・ラマス vs.  ベンディ・カシミール ×
1R 3:43 KO（跳び膝蹴り）
第2試合 フェザー級 5分3R
○  フレジソン・パイシャオン vs.  コートニー・バック ×
1R 2:39 TKO（レフェリーストップ：チョークスリーパー）
第3試合 フェザー級 5分3R
△  レオナルド・ガルシア vs.  ジョージ・ループ △
3R終了 判定1-1（29-27、27-29、28-28）
第4試合 ライト級 5分3R
○  アンソニー・ペティス vs.  ダニー・カスティーリョ ×
1R 2:17 KO（左ハイキック→パウンド）
第5試合 フェザー級 5分3R
○  チャド・メンデス vs.  エリック・コク ×
3R終了 判定3-0（30-27、30-27、30-27）
第6試合 バンタム級 5分3R
○  スコット・ヨルゲンセン vs.  チャド・ジョージ ×
1R 0:31 ギロチンチョーク

### メインカード
第7試合 ライト級 5分3R
○  バート・パラゼウスキー vs.  カレン・ダラベジャン ×
1R 4:40 腕ひしぎ十字固め
第8試合 フェザー級 5分3R
○  L.C.デイビス vs.  デイヴィダス・タウロセヴィチュス ×
3R終了 判定2-0（29-28、29-28、29-29）
第9試合 フェザー級 5分3R
○  ハビエル・バスケス vs.  ジェンス・パルヴァー ×
1R 3:41 腕ひしぎ十字固め
第10試合 バンタム級 5分3R
○  ジョセフ・ベナビデス vs.  ミゲール・トーレス ×
2R 2:57 ギロチンチョーク
第11試合 WEC世界バンタム級タイトルマッチ 5分5R
○  ドミニク・クルーズ vs.  ブライアン・ボウルズ ×
2R終了時 TKO（ドクターストップ：右手の骨折）
※クルーズが王座獲得に成功。

### 各賞
ファイト・オブ・ザ・ナイト：レオナルド・ガルシア vs. ジョージ・ループ
ノックアウト・オブ・ザ・ナイト：アンソニー・ペティス
サブミッション・オブ・ザ・ナイト：ジョセフ・ベナビデス
各選手にはボーナスとして10,000ドルが支給された。